# Kingston upon Hull
Kingston upon Hull (numit uneori simplu Hull) este un oraș și o Autoritate Unitară în regiunea Yorkshire and the Humber.